# Anton Magnus Schoenawa
Anton Magnus Schoenawa (ur. 15 marca 1810 w Koszęcinie, zm. 3 marca 1888 w Kuźni Raciborskiej) – niemiecki przedsiębiorca, twórca i właściciel huty w Kuźni Raciborskiej. 
Wcześnie osierocony, dzięki pomocy opiekuna ukończył szkołę w Pawłowiczkach, a następnie szkoły wyższe, nie wiadomo jednak, gdzie. W 1840 został mianowany przez księcia raciborskiego zarządcą obu jego zakładów hutniczych w Kuźni Raciborskiej. W 1845  tamże założył własną hutę, nazywając ją Hoffnungshütte (Huta Nadzieja). Na tle innych zakładów tego typu istniejących w okolicy, huta ta stosowała szereg innowacji technicznych i szybko się rozwijała. W 1857 uruchomiono walcownię. Produkowano szyny, osie wagonów, drobne części metalowe i żelazo sztabowe. 
W 1847 ożenił się z Marią Wilheminą Schultze, z którą miał dwanaścioro dzieci. Zmarł na zapalenie płuc, rozbudowany grobowiec jego i żony zachował się w dobrym stanie na cmentarzu w Kuźni Raciborskiej. 